# Aculus alfalfae
Aculus alfalfae är en spindeldjursart som först beskrevs av Roivainen 1950.  Aculus alfalfae ingår i släktet Aculus, och familjen Eriophyidae. Arten är reproducerande i Sverige.